# PTS-DOS
PTS-DOS – jedna z ostatnich wersji systemu operacyjnego DOS rozwijanych jeszcze w tej chwili. Aktualna wersja obsługuje sieć, zawiera menedżer plików, umożliwia obsługę archiwów. PTS-DOS jest w pełni kompatybilny z MS-DOS w wersji 6.x i systemem Microsoft Windows 3.x. Posiada wbudowany program rozruchowy.

## Historia systemu
PTS-DOS został opracowany w Rosji przez firmę PhysTechSoft, od której pochodzi jego nazwa. W późniejszym czasie część programistów opuściła firmę macierzystą i założyła nową – Paragon Software GmbH. W rezultacie powstały dwie wersje systemu – PTS (Paragon) DOS Pro 2000 i PTS-DOS 2000. Firma Paragon zaprzestała prac nad systemem i wycofała go ze sprzedaży, a kontynuacja prac przez Phystechsoft doprowadziła do powstania PTS-DOS 32 – 32-bitowej wersji obsługującej partycje FAT32 oraz duże dyski.